# Inamurambi
Inamurambi är ett vattendrag i Burundi.   Det ligger i provinsen Cibitoke, i den nordvästra delen av landet, 60 kilometer norr om huvudstaden Bujumbura.
I omgivningarna runt Inamurambi växer huvudsakligen savannskog. Runt Inamurambi är det tätbefolkat, med 257 invånare per kvadratkilometer.